# Кингс-Хайвей (линия Си-Бич, Би-эм-ти)
|   |   |   |   |   |   |
| · | · | · | · | · | · |

|   |   |   |   |   |   |
| · | · | · | · | · | · |

«Кингс-Хайвей» (англ. Kings Highway) — станция Нью-Йоркского метрополитена, расположенная на линии Си-Бич, Би-эм-ти. Станция находится в Бруклине, в округе Грейвсент, на пересечении Западной 7-й улицы с Кингс хайвэй. На станции останавливаются маршруты N (круглосуточно) и W (часть рейсов в часы пик в пиковом направлении).

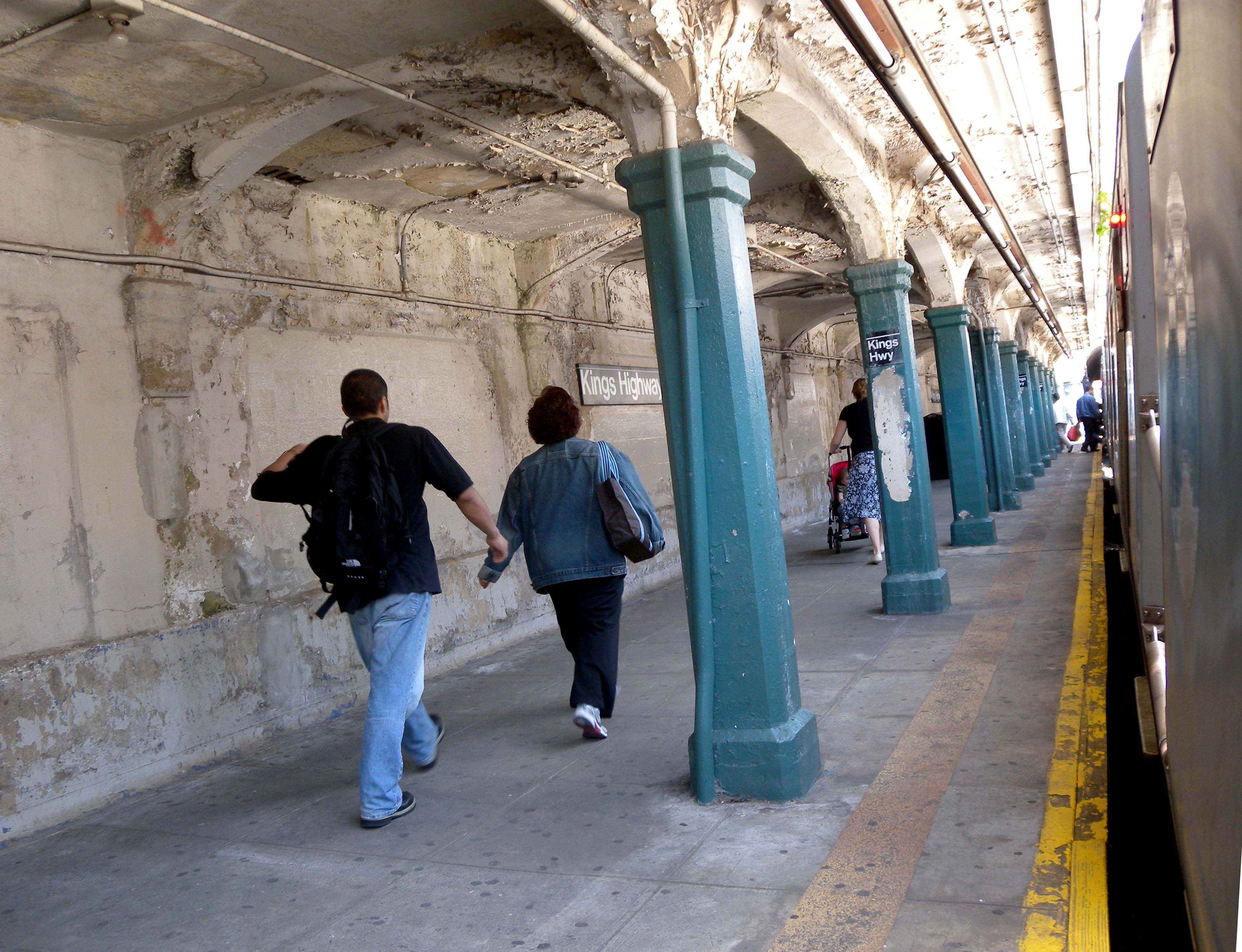
Западная платформа (на Кони-Айленд — Стилуэлл-авеню)

Станция наземная, расположена на четырёхпутной линии и представлена двумя боковыми платформами, обслуживающими только внешние (локальные) пути. Два центральных экспресс-пути не используются для маршрутного движения поездов, и за всю историю подземки использовались только в 1967 — 1968 годах час пиковым суперэкспрессом NX. Платформы соединены надземным пешеходным переходом. Платформы на всем протяжении оборудованы навесом. Стены окрашены в бежевый, а колонны в синий цвет.
Станция имеет два выхода, оба из которых представлены лестницами и вестибюлем с турникетным павильоном. Основной выход расположен в северной части станции и приводит к перекрёстку Западной 7-й улицы с Кингс хайвэй. Второй выход расположен с южного конца платформ и приводит к перекрёстку Западной 7-й улицы с Хайлоун авеню. Этот выход представлен только полноростовыми турникетами и работает только на выход пассажиров со станции.
К югу от станции расположено несколько перекрёстных съездов, которые связывают между собой все четыре пути. Восточный экспресс-путь (на Манхэттен) здесь начинает работу однопутного перегона до Eighth Avenue, т. к. другой экспресс-путь разобран на некоторых участках. Таким образом линия как таковая становится трёхпутной, а центральный экспресс-путь может использоваться для движения в обоих направлениях. Линия продолжается четырёхпутной до 86th Street, где экспресс-пути сливаются с локальными.